# Makis Solomos
Makis Solomos (Atenas, 1962) es un musicólogo franco-griego especializado en música contemporánea, y más concretamente en la obra del compositor Iannis Xenakis. Sus trabajos más recientes se sitúan en los marcos de la ecología sonora y el decrecimiento. Actualmente es profesor en la Universidad de París VIII.

## Biografía
Internado con su madre en el campo de concentración de la isla de Gyaros durante el golpe de Estado de los Coroneles (1967), pasó parte de su infancia en Francia con su familia, refugiados políticos. Regresó a Francia en 1980 para continuar sus estudios de música e iniciar estudios de musicología en la Universidad de París IV - Sorbona, y de composición con Yoshihisa Taïra y Sergio Ortega. Decidido a dedicarse a la musicología, emprende una tesis doctoral sobre Adorno y el análisis musical, proyecto que no acabará, y luego una tesis sobre la música de Xenakis y el surgimiento del sonido, tesis que defiende en 1993 bajo la dirección de Serge Gut.
Ha sido profesor en la Universidad Paul-Valéry Montpellier III, y de 2001 a 2006 fue miembro junior del instituto universitario de Francia. Desde 2010 es profesor en la Universidad de París VIII, donde desde 2014 gestiona el departamento MUSIDANSE, y donde ha impartido varias asignaturas y seminarios. Entre los más destacados se encuentran 'Música y cambio tecnológico', 'Sonido y escritura de sonido', 'Música y activismo político, ecológico y social', 'Intérprete/Performer Xenakis' y 'Música, artes del sonido, ecologías del sonido'.

## Líneas de investigación
En su labor como musicólogo, ha publicado libros y artículos y ha participado en numerosos coloquios. Sus investigaciones se pueden dividir en dos áreas principales: investigaciones sobre la vida y obra de Xenakis, cuyo último proyecto es la interpretación de la música de Xenakis; e investigaciones estéticas sobre la música y el arte actual.
Influido por las lecturas de filósofos como Theodor Adorno, Martin Heidegger o Walter Benjamin, entre otros, está interesado en los enfoques analíticos, así como históricos y hermenéuticos. En base a estas perspectivas teóricas ha explorado temas como la cuestión del espacio, la relación entre técnica y tecnología, la noción de globalización, la música espectral, la música electrónica o la música popular. Ha escrito artículos sobre varios compositores (Webern, Varèse, Boulez, Criton, Vaggione...) y es cofundador de la revista Filigrane. Musique, esthétique, sciences, société.
Se posiciona frente al historicismo (la lectura lineal de la historia), desde donde la historia de la música percibe la evolución de las estéticas de manera uniforme, apoyándose sobre los grandes hitos constituidos por los grandes nombres de la historia (los "vencedores", por decirlo con Solomos). Al contrario, defiende la idea de que la evolución musical a lo largo de la historia consiste en un movimiento complejo y multiforme en el que surgen las diferentes concepciones y estéticas.
En su último libro publicado, De la musique au son: L’émergence du son dans la musique, analiza cómo el sonido se ha convertido en una de las principales cuestiones para la música. Sus investigaciones más recientes se centran en la noción de ecología del sonido, en el sentido más amplio del término (Félix Guattari mencionó tres ecologías: ambiental, mental, social), como la relación entre el sonido (y la música), el oikos o vivienda, y el mundo.